# Frassinoro
Frassinoro là một đô thị ở tỉnh Modena thuộc vùng Emilia-Romagna, có vị trí cách khoảng 70 km southvề phía tây của Bologna và khoảng 50 km southvề phía tây của Modena. Tại thời điểm ngày 31 tháng 12 năm 2004, đô thị này có dân số 2.137 người và diện tích 95,7 km².
Đô thị Frassinoro có các frazioni (đơn đơn vị cấp dưới, chủ yếu là các làng) Piandelagotti, Fontanaluccia, Rovolo, Romanoro, Riccovolto, và Sassatella.
Frassinoro giáp các đô thị: Castiglione di Garfagnana, Montefiorino, Palagano, Pievepelago, Riolunato, Toano, Villa Minozzo.